# 東京都環境局
東京都環境局（とうきょうとかんきょうきょく、英称：Tokyo Metropolitan Government Bureau of Environment）は、東京都組織条例により東京都に置かれる知事部局の一つ。

## 分掌事務
1. 公害の防止、自然環境の保全、廃棄物対策その他の環境の保全に関すること。

## 組織

### 本局
- 総務部
  - 総務課、環境政策課、経理課
- 気候変動対策部
  - 計画課、総量削減課、地域エネルギー課、環境都市づくり課、次世代エネルギー推進課
- 環境改善部
  - 計画課、大気保全課、化学物質対策課、環境保安課、自動車環境課
- 自然環境部
  - 計画課、緑環境課、水環境課
- 資源循環推進部
  - 計画課、一般廃棄物対策課、産業廃棄物対策課

### 事業所
- 多摩環境事務所
  - 管理課、環境改善課、自然環境課、廃棄物対策課
- 廃棄物埋立管理事務所

## 政策連携団体
- 東京都環境公社[1]
  - 東京都環境科学研究所

## 報告団体
- 東京熱供給株式会社[2]